# Goran Antić
Goran Antić (sinh ngày 4 tháng 7 năm 1985) là một cầu thủ bóng đá người Thụy Sĩ gốc Bosnia thi đấu ở vị trí tiền đạo.

## Sự nghiệp
Vào ngày 23 tháng 2 năm 2009 tiền đạo rời FC Aarau của Giải bóng đá vô địch quốc gia Thụy Sĩ, để quay về đội bóng cũ FC Winterthur.

## Sự nghiệp quốc tế
Antić từng thi đấu bóng đá trẻ quốc tế ở đội hình U-17 Thụy Sĩ giành chức vô địch Giải vô địch bóng đá U-17 châu Âu 2002.

## Danh hiệu
- Giải vô địch U-17 châu Âu: 2002